# TVXQ
 (décembre 2024).
TVXQ ou DBSK  (Dong(T) Fang(V) Shen(X) Qi(Q) en Pinyin, 東方神起 en chinois traditionnel, Dong Bang Shin Ki en romaji, 동방신기 en coréen), ou encore Tohoshinki en japonais, littéralement Les dieux de l'est qui s'élèvent, est un groupe sud-coréen.
À l'origine le groupe fut fondé en 2003, et était composé de 5 membres jouant de la K-pop mélangé à des ambiances R&B. 
Ils détiennent le titre Les Rois De La K-pop en 2006. TVXQ sont bien connus pour leur voix, leur danse, leur apparence et leur personnalité. Ils sont reconnus comme Les Dieux de la K-pop.

## Membres
| Nom de scène | Nom de scène | Nom de naissance | Nom de naissance | Date de naissance | Nationalité | Position                                                          |
| Romanisé     | Coréen       | Romanisé         | Coréen           | Date de naissance | Nationalité | Position                                                          |
| ------------ | ------------ | ---------------- | ---------------- | ----------------- | ----------- | ----------------------------------------------------------------- |
| U-Know       | ㅜ-ㅋ오ㅞ    | Jung Yun Ho      | 정윤호           | 6 février 1986    | Sud-coréen  | Leader, rappeur principal, danseur principal, Hyung (le plus âgé) |
| Max Changmin | 최대 창민    | Shim Chang Min   | 심창민           | 18 février 1988   | Sud-coréen  | Chanteur principal,visuel, Maknae (le plus jeune)                 |

### Anciens membres
| Nom de scène | Nom de scène | Nom de naissance | Nom de naissance | Date de naissance | Nationalité | Position                                        | Date de départ |
| Romanisé     | Coréen       | Romanisé         | Coréen           | Date de naissance | Nationalité | Position                                        | Date de départ |
| ------------ | ------------ | ---------------- | ---------------- | ----------------- | ----------- | ----------------------------------------------- | -------------- |
| Hero         | 영웅         | Kim Jae Joong    | 김재중           | 26 janvier 1986   | Sud-coréen  | Chanteur principal, visuel, Hyung (le plus âgé) | 2010           |
| Micky        | 미키         | Park Yoo Chun    | 박유천           | 4 juin 1986       | Sud-coréen  | Rappeur principal, chanteur principal           | 2010           |
| Xiah         | 샤아         | Kim Jun Su       | 김준수           | 15 décembre 1986  | Sud-coréen  | Chanteur principal, danseur principal           | 2010           |

## Biographie
Ce groupe de cinq danseurs et chanteurs a été réuni après une audition en 2002/2003 où les concurrents étaient divisés en groupes égaux afin de trouver des talents potentiels. Leur première apparition télévisuelle date de 2003 sur la chaîne coréenne SBS lors d'une émission (Special BoA & Britney Spears) en compagnie de BoA.
Le groupe sort deux singles avant leur premier album qui arrive en première position des charts coréens trois mois après leurs débuts.
En 2008, avec la sortie de leur seizième single japonais, Purple Line, qui est directement rentré au sommet des Charts, TVXQ devient le cinquième artiste non-japonais asiatique et le premier groupe d'hommes étrangers à avoir un single classé numéro 1 dans les charts. Avec leur vingt-troisième single japonais, Doushite kimi wo Suki ni Natte Shimattandarō ?, TVXQ établit un nouveau record, en devenant le premier groupe étranger à avoir trois singles au sommet des Charts.
À la mi-2009, trois des cinq membres, Yoochun, Jaejoong et Junsu, qui allaient devenir les JYJ, déposent une poursuite contre leur maison de disques coréenne, SM Entertainment, les accusant de contrats d'exclusivité ainsi que de modalités de répartition des bénéfices, désavantageux à l'égard des artistes et devraient être invalidés. JYJ a poursuivi ses activités musicales au Japon pendant plus d'une demi-année après le dépôt de l'injonction jusqu'à ce que leur agence japonaise, Avex, a annoncé un temps d'arrêt du groupe au début de 2010. Cependant, leur contrat avec Avex a ensuite été suspendu en raison d'un autre procès contre Avex.
En février 2010, avec la sortie de leur premier best-of japonais, qui s'est vendu à environ 413 000 exemplaires la première semaine de sa sortie, TVXQ établit le record le plus élevé de ventes dès la première semaine par un groupe étranger, dont le dernier était détenu par Bon Jovi en 1995 avec 379 000 exemplaires.
Pendant ce temps, Yunho et Changmin, qui restent sous contrat avec SM Entertainment ont poursuivi leur carrière musicale sous le nom de TVXQ, ont sorti un nouvel album, Keep Your Head Down en Corée du Sud en janvier 2011 et leur single Why? (Keep Your Head Down) est sorti sous le label d'Avex Trax au Japon le 26 janvier 2011. Leur nouveau single japonais Superstar sort le 20 juillet 2011.
Cependant le 14 avril 2010, les membres du boys band ont déclaré avoir arrêté leurs activités en tant que groupe. Mais quelques jours plus tard, Xiah Junsu, Hero Jaejoong et Micky Yoochun annoncent à la presse qu'ils formeraient un nouveau groupe, ne pouvant pas poursuivre leurs activités avec SM Entertainment. En effet, les trois membres du groupe sont engagés dans une bataille juridique avec leur maison de disques, SM Entertainment, depuis plus d'un an.

Ils quittent officiellement SM et signent un contrat avec AVEX, qui fera leur promotion tout au long des activités de ce nouveau trio, sous le nom de JYJ (Jaejoong, Yoochun, Junsu).
Les trois membres de JYJ se produisent devant leurs fans japonais lors de quatre événements en juin 2010 au Tokyo Dome, ainsi qu'au Kyocera Dome d'Osaka. Ils ne chantent aucun titre de DBSK, mais leurs propres chansons enregistrées en studio.
Enfin, le 29 novembre 2012, les deux parties arrivent à un accord mutuel. SM Entertainment et JYJ retirent chacun leurs plaintes respectives, le contrat des trois membres est résilié et les uns n'interviendront plus dans les activités des autres.

## Discographie
| Albums studio coréens - 2004 : Tri-Angle - 2005 : Rising Sun - 2006 : "O"-Jung.Ban.Hap. - 2008 : Mirotic - 2011 : Keep Your Head Down - 2012 : Catch Me - 2014 : Tense - 2018 : New Chapter #1: The Chance of Love Mini-albums coréens - 2004 : Hug - 2004 : The Way U Are - 2004 : Christmas Gift from TVXQ - 2005 : Hi Ya Ya (Summer Day) - 2018 : New Chapter #2: The Truth of Love | Albums studio japonais - 2006 : Heart, Mind and Soul - 2007 : Five in the Black - 2008 : T - 2009 : The Secret Code - 2011 : Tone - 2013 : Time - 2014 : Tree - 2014 : With - 2018 : Tomorrow Album japonais style compilation - 2010 : Best Selection 2010 - 2010 : Complete: Single A-Side Collection - 2010 : Single B-Side Collection - 2017 : Fine Collection: Begin Again |

### Singles
| Coréens - 2004 : Hug - 2004 : The way U are - 2004 : Tri-Angle (feat. BoA & Trax) - 2005 : Hi Ya Ya summer, single album - 2005 : Tonight - 2005 : Beautiful Life - 2005 : Free Your Mind (feat. Trax) - 2005 : 약속했던 그때에 (Always There…) - 2005 : Show me your love feat. Super Junior - 2005 : Rising Sun - 2006 : Fighting Spirit of Dong Bang (Fighting Spirit of the East) - 2006 : "O"-正.反.合. ("O"-Jung.Ban.Hap.) - 2006 : 풍선 (Balloons) | - 2006 : 세상에 단 하나뿐인 마음 (You're My Miracle) - 2007 : 여행기 (Travel Log) - 2008 : Purple Line - 2008 : Mirotic - 2008 : Wrong Number - 2008 : 악녀 (Are You a Good Girl?) - 2008 : 노을... 바라보다 (Picture of You) - 2011 : 왜 (Keep Your Head Down) - 2012 : Catch me - 2012 : Humanoïds - 2014 : Something - 2014 : Spellbound - 2018 : The Chance of Love - 2018 : Love Line - 2018 : Truth |

| Japonais - 2005 : Stay with me Tonight - 2005 : Somebody to Love - 2005 : My Destiny - 2006 : 明日は来るから (Asu wa Kuru Kara) - 2006 : Rising Sun - 2006 : Begin - 2006 : Sky - 2006 : Miss You - 2006 : "O"-正.反.合. - 2007 : Step by Step - 2007 : Choosey Lover - 2007 : Lovin' You - 2007 : Summer Dream - 2007 : Shine - 2007 : Forever Love - 2007 : Last Angel (feat. Kumi Koda) - 2007 : Together - 2008 : Purple Line - 2008 : 呪文 : Mirotic - 2009 : Bolero - 2009 : Survivor - 2009 : Kiss the Baby Sky | - 2009 : Share the World - 2009 : Stand by U - 2010 : Break Out! - 2010 : Toki wo Tomete - 2011 : Why? (Keep Your Head Down) - 2011 : Superstar - 2011 : Winter - 2012 : Still - 2012 : Android - 2013 : Catch Me: If You Wanna - 2013 : Ocean - 2013 : Scream - 2013 : Very Merry Xmas - 2014 : Hide & Seek - 2014 : Something - 2014 : Sweat - 2014 : Answer - 2014 : Time Works Wonders - 2015 : Sakuramichi - 2017 : Reboot - 2018 : Road - 2018 : Jealous |

## Récompenses et nominations

### Emissions musicales

#### M! Countdown
| Année | Date        | Chanson               | Album               |
| ----- | ----------- | --------------------- | ------------------- |
| 2004  | 5 août      | "The Way U Are"       | Tri-Angle           |
| 2004  | 12 août     | "The Way U Are"       | Tri-Angle           |
| 2004  | 19 août     | "The Way U Are"       | Tri-Angle           |
| 2004  | 25 novembre | "Believe"             | Tri-Angle           |
| 2004  | 2 décembre  | "Believe"             | Tri-Angle           |
| 2004  | 9 décembre  | "Believe"             | Tri-Angle           |
| 2005  | 13 octobre  | "Rising Sun"          | Rising Sun          |
| 2006  | 26 octobre  | "O"                   | "O"-Jung.Ban.Hap.   |
| 2006  | 9 novembre  | "O"                   | "O"-Jung.Ban.Hap.   |
| 2006  | 12 décembre | "O"                   | "O"-Jung.Ban.Hap.   |
| 2008  | 9 octobre   | "Mirotic"             | Mirotic             |
| 2008  | 23 octobre  | "Mirotic"             | Mirotic             |
| 2008  | 30 octobre  | "Mirotic"             | Mirotic             |
| 2011  | 20 janvier  | "Keep Your Head Down" | Keep Your Head Down |
| 2014  | 16 janvier  | "Something"           | Tense               |
| 2014  | 23 janvier  | "Something"           | Tense               |
| 2014  | 30 janvier  | "Something"           | Tense               |

#### Music Bank
| Année | Date        | Chanson               | Album               |
| ----- | ----------- | --------------------- | ------------------- |
| 2008  | 31 octobre  | "Mirotic"             | Mirotic             |
| 2008  | 26 décembre | "Mirotic"             | Mirotic             |
| 2011  | 14 janvier  | "Keep Your Head Down" | Keep Your Head Down |
| 2011  | 21 janvier  | "Keep Your Head Down" | Keep Your Head Down |
| 2011  | 28 janvier  | "Keep Your Head Down" | Keep Your Head Down |
| 2011  | 25 mars     | "Before U Go"         | Before U Go         |
| 2014  | 17 janvier  | "Something"           | Tense               |
| 2014  | 7 février   | "Something"           | Tense               |

#### Show! Music Core
| Année | Date       | Chanson     | Album |
| ----- | ---------- | ----------- | ----- |
| 2014  | 18 janvier | "Something" | Tense |

#### Inkigayo
| Année | Date        | Chanson               | Album               |
| ----- | ----------- | --------------------- | ------------------- |
| 2004  | 28 mars     | "Hug"                 | Tri-Angle           |
| 2004  | 4 avril     | "Hug"                 | Tri-Angle           |
| 2004  | 11 avril    | "Hug"                 | Tri-Angle           |
| 2004  | 5 septembre | "The Way U Are"       | Tri-Angle           |
| 2004  | 5 décembre  | "Believe"             | Tri-Angle           |
| 2005  | January 2   | "Tri-Angle"           | Tri-Angle           |
| 2005  | 9 octobre   | "Rising Sun"          | Rising Sun          |
| 2005  | 16 octobre  | "Rising Sun"          | Rising Sun          |
| 2005  | 23 octobre  | "Rising Sun"          | Rising Sun          |
| 2006  | 15 octobre  | "O"                   | "O"-Jung.Ban.Hap.   |
| 2006  | 29 octobre  | "O"                   | "O"-Jung.Ban.Hap.   |
| 2006  | 5 novembre  | "O"                   | "O"-Jung.Ban.Hap.   |
| 2008  | 12 octobre  | "Mirotic"             | Mirotic             |
| 2008  | 19 octobre  | "Mirotic"             | Mirotic             |
| 2008  | 26 octobre  | "Mirotic"             | Mirotic             |
| 2011  | 16 janvier  | "Keep Your Head Down" | Keep Your Head Down |
| 2011  | 23 janvier  | "Keep Your Head Down" | Keep Your Head Down |
| 2011  | 30 janvier  | "Keep Your Head Down" | Keep Your Head Down |
| 2011  | 27 mars     | "Before U Go"         | Before U Go         |
| 2014  | 19 janvier  | "Something"           | Tense               |

#### Live! Music Camp
| Année | Date     | Chanson | Album     |
| ----- | -------- | ------- | --------- |
| 2004  | 3 avril  | "Hug"   | Tri-Angle |
| 2004  | 17 avril | "Hug"   | Tri-Angle |